# Franz Wilhelm Jung
Franz Wilhelm Jung (geboren am 3. Dezember 1757 in Hanau; gestorben am 25. August 1833 in Mainz) war ein deutscher Lyriker, Übersetzer und Publizist.

## Leben
Franz Jung war der Sohn von Johann Philipp Jung, einem hanauischen Rat und Rentmeister. Der Vater starb 1768, als Jung 11 Jahre alt war, und so lag Ausbildung und Lenkung in der Hand seines Onkels Johann Kaempf, der ihn 1769 nach Diez mitnahm, wo dieser ab 1770 als Oranien-Nassauischer Hofrat und praktischer Arzt wirkte, zugleich auch als Bademedicus in Ems. Jung sollte wie er zum Arzt und Philanthropen  herangebildet werden, doch zeigte der Knabe eine unüberwindliche Abneigung gegen die Medizin.
So blieb es bei einem etwas unsystematischen und ungeregelten Selbststudium, durch das Jung sich dennoch eine umfangreiche literarisch-philosophische Bildung erwarb. Außerdem erhielt er nach der Übersiedlung nach Hanau 1768 dort Privatunterricht in Volkswirtschaftslehre und Kameralistik durch Johann Friedrich von Pfeiffer. Sein Onkel vermittelte auch die Aufnahme des kaum 18-jährigen in eine Freimaurerloge, von wo er Anschluss an den Illuminatenorden fand. Er blieb jedoch in beiden Orden nicht lange Mitglied.
1780 ging Jung als Hofmeister des Earl of Athlone nach Holland, wo er 1786 in Den Haag eine Verwandte des Earls, Jacoba Maria de Perponcher-Sedlnitzky (1764–1800), ehelichte. Nach dieser Heirat kehrte er mit den Söhnen des Earls nach Deutschland zurück und ließ sich in Homburg vor der Höhe nieder, wo er durch erneute Vermittlung seines Onkels die Stelle eines Hofrats in der Hessen-Homburgischen Regierung erhalten hatte und sich vor allem mit Problemen der Volkserziehung und den wirtschaftlichen Schwierigkeiten des kleinen Landes befasste.
Es blieb ihm aber hinreichend Muße für literarische Arbeiten, wodurch sich ein enger Kontakt mit dem ebenfalls literarisch-wissenschaftlich sehr interessierten Landgrafen Friedrich ergab.
Beide waren enthusiastische Bewunderer Rousseaus, Klopstocks und Schillers und konnte sich für idealisierte Freiheit bei Griechen und Schweizern begeistern. Als jedoch nach der Französischen Revolution Jung in Frankreich eine konkrete Form der Freiheit verwirklicht sah, begannen sich die Geister zu scheiden.
Es kam zum Bruch zwischen Hofrat und Landgraf, der 1794 die Köpfe des demokratischen Kreises um Jung aus seinen Diensten entließ. Zu diesen gehörte auch der Assessor Jakob Wilhelm Kaempf, ein Sohn von Jungs Onkel, mithin ein Cousin, ein radikaler Demokrat und Mainzer Jakobiner, sowie von Hofrat Heinrich Schneidler, dem Erzieher der Kinder des Landgrafen.
Aus Solidarität mit den Freunden reichte auch Jung seinen Abschied ein, während der Zeit der französischen Besatzung setzte er sich jedoch erfolgreich für die Belange des kleinen Landes ein und erreichte, dass Hessen-Homburg nahezu den Status eines Neutralen erhielt.
1798 ging Jung nach Mainz und wurde dort  Chef des Bureaus für öffentliche Arbeiten und später Polizeikommissar der Mainzer Republik.
Jungs Bedeutung liegt weniger in seinen literarischen Arbeiten und seinen Übersetzungen (er übersetzte Rousseau und legte eine dreibändige Ossian-Übersetzung vor), sondern vielmehr in seiner Rolle als Vermittler zwischen radikaldemokratischen und revolutionären Strebungen einerseits und den mit ihm befreundeten Exponenten deutscher Philosophie und Literatur, vor allem im Umkreis des Hessen-Homburgischen Hofes. Zu diesen zählen Lavater, Schiller und Jean Paul, mit dem er ab 1814 einen Briefwechsel führte. Mit Isaak von Sinclair war er befreundet, dieser ein Freund und Helfer Hölderlins. Sinclair war der Erzieher der Söhne des Landgrafen und hatte Hölderlin eine Stellung als dessen Bibliothekar verschafft. Seit jener Zeit war Jung auch mit Hölderlin bekannt und befreundet, und über Sinclair hatte sich der Kontakt zu Johann Gottlieb Fichte ergeben. Jung bemühte sich, als die Mainzer Universität als Lycée superieur wiederbelebt werden sollte, eine Berufung Fichtes dorthin durchzusetzen, scheiterte jedoch. Diese und andere Enttäuschungen gaben den Anstoß dazu, dass Jung 1804 sein Amt niederlegte und fortan als Privatmann in Frankfurt lebte. 
Ab 1814 lebte Jung wieder in Mainz, wo er zum Generalsekretär des Département Donersberg wurde, später wurde er Studiendirektor, Mitbegründer des „Vereins für Literatur und Kunst“ und tat viel für die kulturelle Entwicklung der Stadt. 
1816 kam es auch zu einer Wiederannäherung an den Landgrafen Friedrich, der ihn 1820 zum Geheimrat ernannte. 1822 führte ein Augenleiden zu einer fast gänzlichen Erblindung.

## Werke
- Über das Übel auf Erden. Ein Wort der Beruhigung und der Erhebung. Frankfurt a. M. 1806.
- Heinrich Frauenlob. Ein Gedicht. Gewidmet den Bewohnern von Mainz mit einer Vorerinnerung. Mainz 1806, 2. Aufl. Mainz 1819.
- Erinnerungen an Johann Kaspar Lavater. Vorgelesen im Museum zu Frankfurt am Main den 14. Februar 1812. Frankfurt a. M. 1812
- Klara. Ein Gedicht. Frankfurt a. M. 1813.
- Odmar. Ein dramatisches Gedicht. Heidelberg 1814, 2. Aufl. Mainz 1821.
- Beytrag zu Ideen über Kirche und Kirchengebräuche. Mainz 1814.
- Die Anklänge der hochdeutschen Sprache, oder Aufstellung ihrer tonverwandten Wörter zum Behufe der Dichtkunst. Auch unter dem Umschlagtitel: Deutsches Reimwörterbuch. Darmstadt (bzw. Leipzig), 1834.

Übersetzungen
- Jean-Jacques Rousseau: Vom gesellschaftlichen Vertrage oder über die Grundsätze der Staatslehre. Frankfurt a. M. 1800.
- Ossians Gedichte. 3 Bde. Frankfurt a. M. 1808.